# Pascal Wintzer
Pour les articles homonymes, voir Wintzer.
Pascal Jean Marcel Wintzer, né le 18 décembre 1959 à Rouen (Seine-Maritime), est un évêque français, archevêque de Sens-Auxerre depuis le 6 août 2024.

## Biographie

### Formation
Après une scolarité au pensionnat Jean-Baptiste-de-La-Salle de Rouen suivie d'une première année de droit à l'Université de Rouen – Mont-Saint-Aignan, il est entré au séminaire de Paray-le-Monial où il a suivi son premier cycle avant de rejoindre le Séminaire Saint-Sulpice d’Issy-les-Moulineaux.
Après son ordination, il a complété sa formation par un cycle d’études théologiques à l'Institut catholique de Paris où il a obtenu une maîtrise en théologie dogmatique.

### Prêtre
Après avoir été ordonné prêtre le 27 juin 1987 pour le diocèse de Rouen, il a exercé des ministères paroissiaux, comme vicaire au Mesnil-Esnard, puis comme curé à Mont-Saint-Aignan, tout en étant aumônier des lycées publics de Rouen de 1989 à 1996.
Il se consacre alors à l'enseignement, comme formateur et directeur spirituel au séminaire Saint-Sulpice d'Issy-les-Moulineaux de 1996 à 1999 et comme intervenant à l'Institut d'études religieuses de l'Institut catholique de Paris de 1998 à 1999.
Sur le plan diocésain, il est responsable de l’aumônerie de l’enseignement public de 1991 à 1996, puis responsable du service des vocations de 1996 à 2005. Il est également vicaire général de 1999 à 2004 puis de 2006 à 2007.

### Évêque puis administrateur
Nommé évêque auxiliaire de l'archevêque de Poitiers, avec le titre d'évêque titulaire de Rusadus, le 2 avril 2007, il est consacré évêque le 19 mai suivant par Albert Rouet, archevêque du lieu, assisté de Jean-Charles Descubes, archevêque de Rouen et du prédécesseur de ce dernier, Joseph Duval, archevêque émérite de Rouen, qui l'avait ordonné prêtre en 1987. Au jour de sa nomination, il devient le plus jeune évêque de France, succédant à Thierry Brac de La Perrière, évêque auxiliaire de l'archevêque de Lyon. Depuis mars 2010, il préside l'Observatoire Foi et Culture de la Conférence des évêques de France.
Le 12 février 2011, à la suite du retrait d’ Albert Rouet , il est nommé administrateur apostolique du diocèse en attente de la nomination d'un nouvel archevêque. Pendant la vacance du siège qui a duré une année, il a dû faire face aux nombreux pronostics sur le successeur du siège de Saint-Hilaire. Son prédécesseur Albert Rouet étant en effet jugé comme progressiste dans de nombreux milieux, des bruits couraient selon lesquels le Saint-Siège cherchait un évêque plus fidèle à la ligne de Rome. Pascal Wintzer a donc dû publier une mise au point pour appeler les fidèles au calme,.

### Archevêque métropolitain de Poitiers
Le 13 janvier 2012, en la solennité de Saint Hilaire de Poitiers, Pascal Wintzer est nommé archevêque  de Poitiers. Ainsi, à 52 ans, il devient le plus jeune archevêque de France. Il est installé en la cathédrale de Poitiers le 18 mars 2012 et il reçoit le 29 juin suivant, le pallium des mains du pape Benoît XVI.
En mars 2012, il décide de commencer une série de visites pastorales dans son archidiocèse en commençant par le territoire du Bocage Bressuirais. Cette série a pour but de rendre visite à chaque territoire de sa juridiction au fur et à mesure afin de rencontrer chaque communauté locale pour la connaître et se faire connaître.
Du 20 octobre 2013 au 18 février 2014, se déroule la visite du territoire de Poitiers, qui se termine par une messe de clôture en présence de la communauté locale, où Pascal Wintzer exhorte les fidèles à « poursuivre leur mission de témoignage dans la vie quotidienne ».
En mai 2012 il signe un nouveau décret sur le fonctionnement du diocèse, les structures diocésaines et le rôle des prêtres dans celles-ci. Ce décret était déjà dans les projets de son prédécesseur qui avait supprimé les termes de paroisse et de curé au profit de celui de communautés locales. Ce document avait fait l'objet de vives critiques et d'une intervention du Saint-Siège. Après son installation, Pascla Wintzer a pris en compte les remarques du Saint-Siège, notamment en réintroduisant les termes de curé et de paroisse.
Le 23 février 2014, il consacre évêque Francis Bestion, nouvel évêque du diocèse de Tulle. Le 28 mars 2016, Wintzer est élu par l'assemblée générale de la Conférence des évêques de France pour un premier mandat de trois ans comme membre de son conseil permanent en tant qu'évêque d'un diocèse de 500 000 à un million d'habitants.
Le dimanche 26 juin 2016 il annonce la convocation d'un synode diocésain pour l'année 2017 sur le thème de « Avec les générations nouvelles, vivre l’Évangile », des équipes synodales seront constituées et des moyens électroniques seront mis en place afin de proposer un « esynode ». Il souhaite notamment axer le synode sur l'accueil des nouveaux arrivants au sein des paroisses. La cérémonie d'ouverture est prévue pour le dimanche 15 janvier. Le 12 mars 2019, il déclare être favorable à l'ordination d'hommes mariés.

### Archevêque de Sens-Auxerre
Il est nommé archevêque de Sens-Auxerre le 6 août 2024, il est installé le 6 octobre 2024 en la cathédrale Saint-Étienne de Sens, la célébration est présidée par Antoine Hérouard, archevêque métropolitain de Dijon.

#### Réintégration d'un prêtre excommunié pour pédocriminalité
L'enquête sur un prêtre accusé de pédocriminalité en 2014 est classé pour prescription bien que les faits « constituent bien une infraction ». Il est excommunié, mais réintégré et concélèbre la messe d’installation de Pascal Wintzer.

### Devise épiscopale
« N'éteignez pas l'Esprit ».

## Prises de position

### Sur l'affaire Jérôme Kerviel
À la suite du soutien actif d'un des prêtres de son diocèse, le père Patrice Gourrier, en faveur de l'ancien trader Jérôme Kerviel, Pascal Wintzer rappelle dans une admonestation que ni lui-même ni l'archidiocèse n'ont pris position sur cette affaire, et que la démarche du prêtre reste une initiative personnelle. L'archevêque accorde néanmoins un congé au père Gourrier pour poursuivre, à la suite de l'arrestation de Jérôme Kerviel le 19 mai 2014, sa marche de Rome à Paris, sans en faire pour autant un envoi en mission,. Il affirme également que « les questions qu'[il a] pour Patrice Gourrier sont les mêmes pour Jean-Michel Di Falco », ajoutant toutefois que ce dernier « a une connaissance du dossier qu'[il] n'a pas ».

### Élections présidentielle 2017
À l'occasion du second tour de l'élection présidentielle française de 2017, Pascal Wintzer explique dans une tribune au journal La Croix pourquoi il ne votera pas pour la candidate du Rassemblement national, Marine Le Pen, expliquant une semaine plus tard pourquoi il votera pour Emmanuel Macron, sans que cela constitue pour autant un vote d'adhésion au programme de ce dernier, arguant néanmoins qu'il « il ne faut pas se faire d'illusion, personne ne reviendra sur la loi sur l'IVG ou sur le mariage pour tous, pas plus le FN que M. Macron », ce qui constitue selon lui un faux débat.

## Publication
- Abus sexuels dans l'Église catholique: Des scandales aux réformes, Paris, Gallimard, 9 mars 2023 (ISBN 2073025501)

## Distinctions
- Chevalier de la Légion d'honneur (Décret du 13 juillet 2018[21])
- Titulaire de l’Académie des sciences, belles-lettres et arts de Rouen.